# Trường Đại học Phương Đông (Việt Nam)
Trường Đại học Phương Đông được thành lập năm 1994, đào tạo khoảng 9.000 sinh viên tại 6 khoa và 1 trung tâm, với 21 ngành bậc đại học, 4 ngành bậc cao đẳng. Trường sẽ bắt đầu đào tạo trình độ Thạc sĩ cho 2 ngành từ năm 2013.

## Cơ sở vật chất
- Trụ sở chính: 171 phố Trung Kính, phường Yên Hòa, quận Cầu Giấy, thành phố Hà Nội. Diện tích gần 7.000 m², đáp ứng chỗ làm việc, giảng dạy và học tập của giáo viên và hơn 6.000 sinh viên. Trường có khoảng 350 cán bộ, giáo viên cùng với các cộng tác viên giảng dạy là giáo sư, phó giáo sư, tiến sĩ, thạc sĩ, kỹ sư của các trường đại học, các viện nghiên cứu tại Hà Nội.
- Cơ sở II: Số 4 - Ngõ Chùa Hưng Ký, Minh Khai, Hai Bà Trưng, Hà Nội gồm 1 khu giảng đường 6 tầng, 2 khu giảng đường 3 tầng đủ chỗ học cho 4000 sinh viên. Tại đây có 5 phòng thí nghiệm được đầu tư hệ thống máy móc trang thiết bị hiện đại, các xưởng vẽ mỹ thuật và các studio học đồ án kiến trúc.
- Ký túc xá: Số 4 - Ngõ Chùa Hưng Ký, Minh Khai, Hai Bà Trưng, Hà Nội, có 450 chỗ cho sinh viên

## Tổ chức
Trường ĐHPĐ có 7 khoa đào tạo bậc Đại học và 2 trung tâm đào tạo
Đào tạo bậc đại học
- Khoa Công nghệ thông tin và truyền thông;
- Khoa Kinh tế - Quản trị kinh doanh;
- Khoa Ngoại ngữ;
- Khoa Kiến trúc - Công trình;
- Khoa Công nghệ Sinh học & Môi trường;
- Khoa Điện - Cơ điện tử.

Trung tâm đào tạo
- Trung tâm Cao đẳng;

## Các ngành đào tạo

Trụ sở chính Trường Đại học Phương Đông

| Mã số | Tên ngành học                    |
| Khoa  | Công nghệ thông tin              |
| ----- | -------------------------------- |
| 101   | Công nghệ phần mềm               |
| 102   | Điện tử - viễn thông             |
| 103   | Điện tử số                       |
| 104   | Quản trị mạng                    |
| Khoa  | Kiến trúc công trình             |
| 110   | Kiến trúc                        |
| 111   | Xây dựng dân dụng và công nghiệp |
| 113   | Xây dựng cầu đường               |
| 116   | Kinh tế & quản lý xây dựng       |
| Khoa  | Điện - Cơ điện tử                |
| 108   | Điện                             |
| 109   | Cơ điện tử                       |
| Khoa  | Công nghệ sinh học - môi trường  |
| 301   | Công nghệ sinh học               |
| 303   | Công nghệ môi trường             |
| Khoa  | Ngoại ngữ                        |
| 701   | Tiếng Anh                        |
| 704   | Tiếng Trung                      |
| 706   | Tiếng Nhật                       |
| Khoa  | Kinh tế - Quản trị kinh doanh    |
| 401   | Quản trị kinh doanh              |
| 402   | Quản trị du lịch và lữ hành      |
| 403   | Quản trị văn phòng               |
| 411   | Tài chính ngân hàng              |
| 412   | Kế toán                          |
| Hệ    | Cao đẳng                         |
| 1     | Tin học                          |
| 2     | Kế toán tin                      |
| 3     | Du lịch                          |
| 4     | Xây dựng dân dụng và công nghiệp |

## Hợp tác đào tạo
Hiện nay trường đang liên kết hợp tác đào tạo với Học viện dân tộc Quảng Tây (Trung Quốc) Đại học Tài chính Thượng Hải (Trung Quốc) TAFE South Australia (ÚC) và trao đổi học viên đào tạo giữa hai trường.

## Hiệu trưởng qua các thời kỳ
- NGƯT-PGS.TSKH. Nguyễn An (10/1994-4/1998)
- PGS.TS.Trần Ngọc Kim (4/1998-9/2001)
- PGS.TS. Bùi Thiện Dụ (9/2001-2018)

1. ↑  Theo quyết định số 350/TTg của Thủ tướng Chính phủ, ngày 8 tháng 7 năm 1994 và các quyết định khác của Bộ Giáo dục Đào tạo và Ủy ban Nhân dân Thành phố Hà Nội.

## Hình ảnh

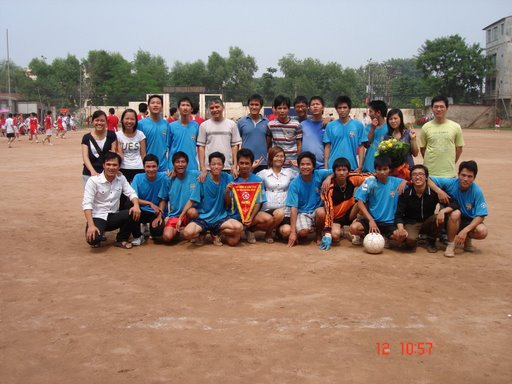
Đội vô địch giải bóng đá khoa CNTT
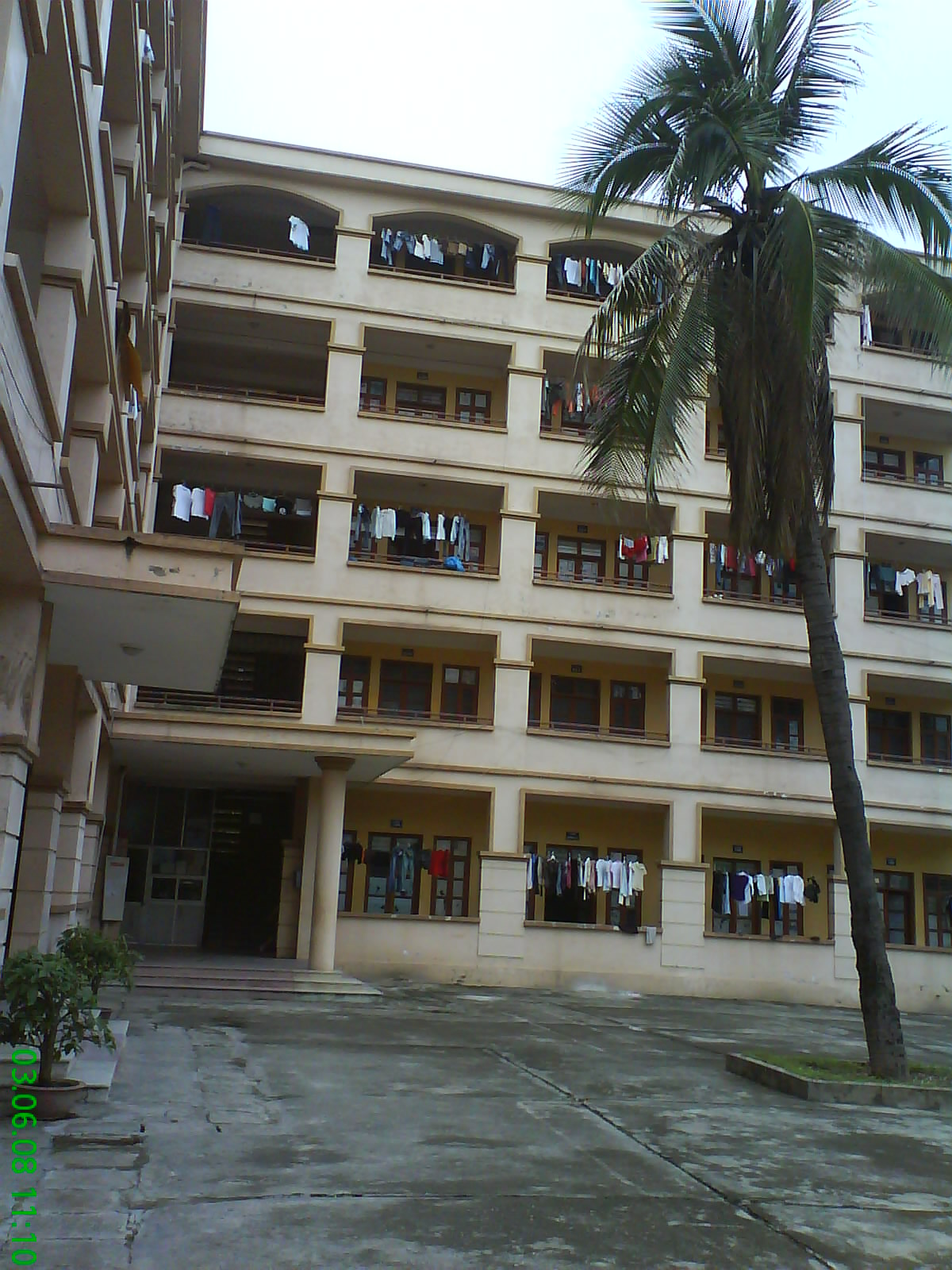
Ký túc xá của trường